# Мурка
Мурка — пісня, написана 1923 року. Музика Оскара Строка, слова Якова Ядова. Пізніше переписана як блатна пісня.
Часто стає відомою завдяки скандалам з її використанням.
Мурка — це також популярне ім'я для кішок. Крім того існує компанія з таким іменем.

## Зноски
1. ↑  Блатная Мурка раньше была настоящим танго. Архів оригіналу за 6 червня 2018. Процитовано 26 червня 2018.
2. ↑  Pianist punished for prison song. 3 лютого 2005. Архів оригіналу за 26 червня 2018. Процитовано 26 червня 2018.
3. ↑  Хор хлопчиків став популярним через "Мурку". BBC News Україна. Архів оригіналу за 18 липня 2018. Процитовано 26 червня 2018.
4. ↑  Компанія Murka на DOU. ДОУ. Архів оригіналу за 19 травня 2020. Процитовано 26 червня 2018.